# Слобудка
Слабудка (бел. Слабудка), также Слободка  — деревня в Пружанском районе Брестской области.

## География
Расположена примерно в 6 км к юго-востоку от Пружан и в 75 км к северо-востоку от Бреста.

## История
Населенный пункт берёт свое начало с конца XIX века. Согласно историческим документам в ноябре 1894 года 38-я артиллерийская бригада вошла в состав вновь образованного 19-го армейского корпуса Варшавского военного округа. Бригада была расквартирована в шести верстах от города Пружаны, Гродненской губернии. Впоследствии место расположения бригады было названо «Михайловский штаб», в честь Великого князя Михаила Николаевича Романова .

### Оккупация Пружан и создание гетто
Пружаны были захвачены немецкими войсками 23 июня 1941 года и находились под оккупацией 3 года и 1 месяц — до 17 (16) июля 1944 года.
Сразу после оккупации немцы начали проводить «акции» (таким эвфемизмом гитлеровцы называли организованные ими массовые убийства), расстреливая местных евреев в урочище Слобудка под Пружанами Например, уже в первые дни оккупации по наводке местных уголовников и коллаборационистов были схвачены и расстреляны 18 евреев — старшему из которых (Ш. Добесу) было за 60 лет, а младшей (Р. Авербух) не было ещё и 17 лет.